# Феделешоју (Арђеш)
Феделешоју (рум. Fedeleșoiu) насеље је у Румунији у округу Арђеш у општини Чомађешти. Oпштина се налази на надморској висини од 300 m.

## Становништво
Према подацима из 2002. године у насељу је живело 94 становника, од којих су сви румунске националности.